# ニョッキ・アッラ・ロマーナ

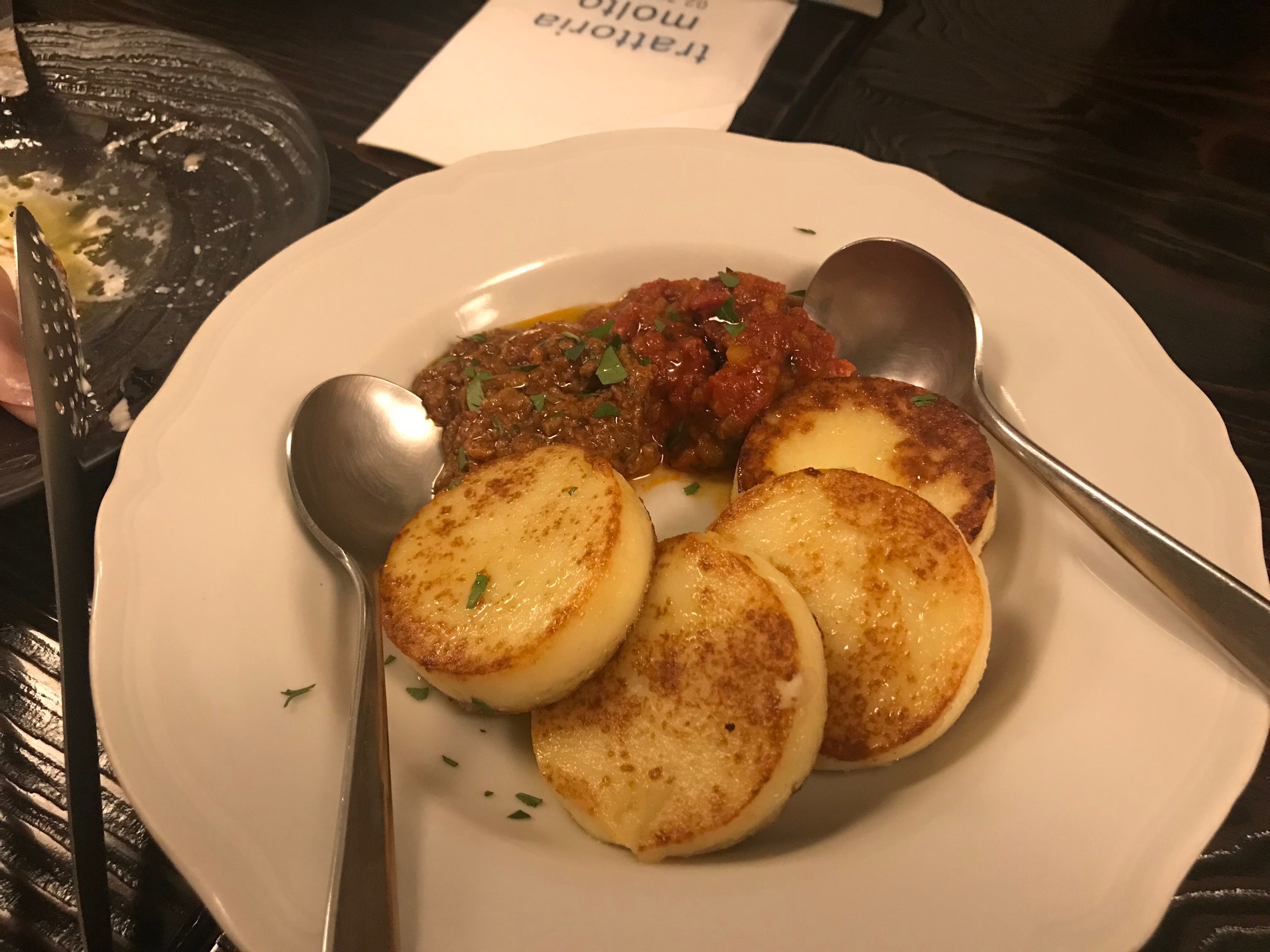
ニョッキ・アッラ・ロマーナの例

ニョッキ・アッラ・ロマーナ、ローマ風ニョッキ（イタリア語: gnocchi alla romana）は、イタリア・ローマ料理の一種。プリモ・ピアット（前菜）に分類される。
一般的にはニョッキとは団子状のパスタで小麦粉とジャガイモやカボチャとで作られるが、ニョッキ・アッラ・ロマーナに用いるニョッキは小麦粉のみで作られるのが特徴となっている。デュラムコムギを牛乳や鶏卵と共に練って作った棒状のニョッキを輪切りにするため円形になる。
ソースはトマトソースが定番とされる。または、バターとパルミジャーノ・レッジャーノをかけて、オーブン焼きにする。オーブン焼きすることで、ニョッキは少々溶けて粘り気が出て、表面はカリっとした食感となる。
もともと、カトリック教徒が断食の日である金曜日（金曜日#キリスト教参照）に備えて、前日の木曜日に食していた高カロリーの食事である。